# Marco Cornaro (kardynał)
Marco Cornaro (ur. XV wieku w Wenecji, zm. lipcu 1524 tamże) – włoski kardynał.

## Życiorys
Urodził się na przełomie lat 70. i 80. XV wieku w Wenecji, jako syn Giorgia Cornara i Elisabetty Morosini (jego bratem był Francesco Cornaro). W młodości pełnił rolę protonotariusza apostolskiego. 28 września 1500 roku został kreowany kardynałem diakonem i otrzymał diakonię Santa Maria in Portico. 29 listopada 1503 roku został mianowany administratorem apostolskim Werony i pełnił ten urząd dożywotnio. Dwa tygodnie później został wybrany biskupem Famagusty, jednak zrzekł się tej funkcji już po roku. W latach 1506–1507 i 1521–1524 był Łacińskim patriarchą Konstantynopola. Po zakończeniu wojen z Wenecją pełnił funkcję legata papieskiego w Państwie Kościelnym, a także doprowadził do pojednania papieża z dożą. Otrzymał dużo beneficjów kościelnych, m.in. został kanclerzem diecezji Nikozja oraz prefekturę Zakonu Maltańskiego w Królestwie Cypru. Pomimo że nigdy nie przyjął sakry, był wybierany na biskupa Limassolu (1514–1516), Padwy (1517–1524), a także administratora apostolskiego Nardò. W 1520 roku został archiprezbiterem bazyliki św. Piotra i protodiakonem. 14 grudnia 1523 roku został podniesiony do rangi kardynała prezbitera i otrzymał kościół tytularny S. Marci. Od tego momentu, aż do nominacji na kardynała biskupa pełnił rolę protoprezbitera. 1 kwietnia 1524 roku przyjął święcenia kapłańskie, a 20 maja został podniesiony do rangi kardynała biskupa i otrzymał diecezję suburbikarną Albano. Zmarł nagle, w lipcu 1524 roku w Wenecji.